# Die Blechtrommel (film)

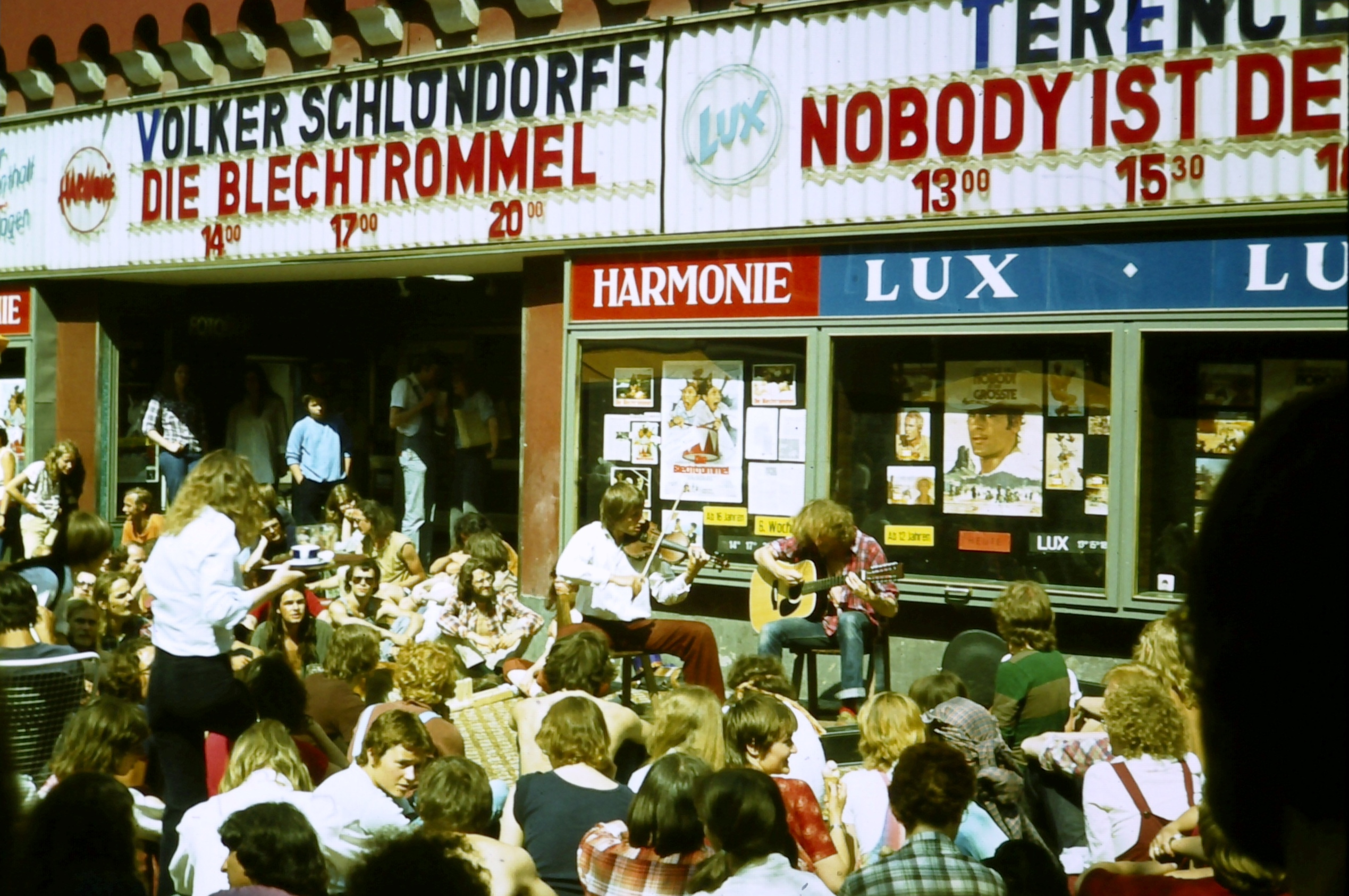
Aankondiging van Die Blechtrommel (bioscoop Heidelberg)

Die Blechtrommel is een film uit 1979 naar de gelijknamige roman van Günter Grass. Hij werd geregisseerd door Volker Schlöndorff, die ook meeschreef aan het scenario ervan.
De rolprent won de Gouden Palm op het Filmfestival van Cannes datzelfde jaar en ook nog de Oscar voor beste niet-Engelstalige film.

## Korte inhoud
David Bennent speelt de rol van Oskar, de jongste zoon van een Kasjoebisch gezin in een landelijk gebied van de vrije stad Danzig, rond 1925. Voor zijn derde verjaardag krijgt hij een blinkende nieuwe blikken trommel. Hij besluit dan om niet meer te groeien en niet te worden als een van de ellendige voorbeelden van de volwassenenwereld, die hij rondom zich ziet. Wanneer de wereld rondom hem te grof wordt, begint de jongen op zijn trommel te slaan en wanneer iemand probeert om hem zijn speelgoed af te nemen, schreeuwt hij een oorverdovende gil die glas doet breken. Bij het afglijden van Duitsland naar het nazisme en de Tweede Wereldoorlog in de jaren 30 en de jaren 40 blijft de kleine Oskar wild op zijn trom slaan. Pas na de inval van de Sovjet-Unie op het einde van die oorlog en wanneer zijn laatste familielid gedood wordt, besluit hij als 21-jarige om opnieuw te groeien.

## Rolverdeling
| Acteur             | Personage              |
| ------------------ | ---------------------- |
| Mario Adorf        | Alfred Matzerath       |
| Angela Winkler     | Agnes Matzerath        |
| David Bennent      | Oskar Matzerath        |
| Katharina Thalbach | Maria Matzerath        |
| Daniel Olbrychski  | Jan Bronski            |
| Tina Engel         | Anna Koljaiczek (jong) |
| Berta Drews        | Anna Koljaiczek (oud)  |
| Charles Aznavour   | Sigismund Markus       |
| Roland Teubner     | Joseph Koljaiczek      |
| Tadeusz Kunikowski | Oom Vinzenz            |
| Andréa Ferréol     | Lina Greff             |
| Heinz Bennent      | Greff                  |
| Ilse Pagé          | Gretchen Scheffler     |
| Werner Rehm        | Scheffler              |
| Käte Jaenicke      | Moeder Truczinski      |
| Helmut Brasch      | Oude Heilandt          |

## Ontvangst
Die Blechtrommel was een van de meest financieel winstgevende Duitse films uit de jaren 70 en won in 1979 zowel de Oscar voor beste niet-Engelstalige film als de Gouden Palm in Cannes, tezamen met Apocalypse Now.